# Donbassföreningen
Donbassföreningen är en svensk politisk förening bildad i Malmö hösten 2014. Föreningen bedriver agitation om de proryskas villkor och deras  aktiviteter i östra Ukraina, då den anser att svenska medier har varit ensidiga i sin rapportering om oroligheterna i Ukraina.
Runt om i Malmö syntes i början av december 2014 Donbassföreningens retrochica affischer med uppmaningen "Kampen mot fascism angår oss alla. Stöd frihetskampen i Ukraina". Affischerna blev uppmärksammade av flera rikstäckande medier, på ledarplats skrev Amanda Wollstad i Expressen, att Moskvas skugga når till Skåne, men att Donbassföreningen av allt att döma är en "marginell gruppering men affischerna är en påminnelse om att propagandan når ända in i Sverige".  På ledarplats i Svenska Dagbladet skrev  Claes Arvidsson: "Det är svårt att dra någon annan slutsats än att det är en del i den propagandakampanj som Ryssland bedriver för att sätta sin bild av kriget mot Ukraina som anti-fascism – och i en vidare ram ett hotfullt väst som är ute efter att ta moder Ryssland".

## Agenda
Donbassföreningen anser att svenska medier har: "blundat för de fascistiska krafterna och deras inflytande, det nynazistiska partiet Svoboda beskrevs som “nationalister” och Högra sektorn som “demokratiaktivister”." Föreningen anser att den svenska medierapporteringen har varit propagandistisk och ologisk. Man har också uppmärksammad att medierna valde de att hålla tyst om bakgrunden till konflikten i östra Ukraina, som föreningen anser ska ses i ljuset av det som var en "statskupp som triggade folket och ledde till Krimkrisen och kriget i östra Ukraina.